# Karl Ekman (zapaśnik)
Karl Sanfrid Ekman (ur. 1 stycznia 1892, zm. 9 grudnia 1945) – szwedzki zapaśnik walczący w stylu klasycznym. Olimpijczyk z Sztokholmu 1912, gdzie zajął dziewiętnaste miejsce w wadze półciężkiej.
Mistrz kraju w 1912 roku.

## Letnie Igrzyska Olimpijskie 1912
| Konkurencja            | Rundy eliminacyjne | Rundy eliminacyjne    | Klas. końcowa |
| Konkurencja            | Przeciwnik I       | Przeciwnik II         | Miejsce       |
| ---------------------- | ------------------ | --------------------- | ------------- |
| 82,5 kg styl klasyczny | Béla Varga (HUN) P | Knut Lindberg (FIN) P | 19.           |